# Liberty Stadium
Liberty Stadium (galeză Stadiwm Liberty) este un stadion din Swansea, Țara Galilor. Arena are o capacitate de 20.750 de locuri, și este stadionul de casă al clubului de fotbal Swansea City și a echipei de rugby Ospreys. Ca rezultat al promovării lui Swansea City, Liberty Stadium a devenit primul stadion din Țara Galilor în Premier League. În sezonul 2013/14 acesta este cel mai mic dintre cele 20 de stadioane din Premier League. Liberty Stadium este al treilea stadion ca mărime din Țara Galilor, după Millennium Stadium și Cardiff City Stadium.

## Meciuri internaționale
Arena a găzduit câteva meciuri ale echipei naționale de fotbal a Țării Galilor.
| Data            | Competiția                                             | Gazdă        | Scor | Oaspete  |
| --------------- | ------------------------------------------------------ | ------------ | ---- | -------- |
| 17 august 2005  | Meci amical                                            | Țara Galilor | 0–0  | Slovenia |
| 15 august 2006  | Meci amical                                            | Țara Galilor | 0–0  | Bulgaria |
| 20 august 2008  | Meci amical                                            | Țara Galilor | 1–2  | Georgia  |
| 3 March 2010    | Meci amical                                            | Țara Galilor | 0–1  | Suedia   |
| 7 October 2011  | Preliminariile Campionatului European de Fotbal 2012   | Țara Galilor | 2–0  | Elveția  |
| 6 February 2013 | Meci amical                                            | Țara Galilor | 2–1  | Austria  |
| 26 March 2013   | Calificările pentru Campionatul Mondial de Fotbal 2014 | Țara Galilor | 1–2  | Croația  |

## Concerte
| Data          | Artist      |
| ------------- | ----------- |
| 1 iunie 2007  | The Who     |
| 29 iunie 2008 | Elton John  |
| 23 iunie 2010 | Pink        |
| 1 iunie 2011  | Rod Stewart |
| 12 iunie 2011 | JLS         |

## Statistici și media de spectatori
- Capacitatea stadionului: 20.750
- Record de audiență: 20.769 vs Tottenham Hotspur, 19 ianuarie 2014
- Record de audiență la un meci al Swansea City: 20.769 vs Tottenham Hotspur, 19 ianuarie 2014
- Primul meci internațional ținut aici: Țara Galilor v Slovenia, 17 august 2005.

| Sezon   | Swansea City | Ospreys |
| ------- | ------------ | ------- |
| 2005–06 | 14,155       | 8,567   |
| 2006–07 | 12,720       | 9,147   |
| 2007–08 | 13,520       | 9,487   |
| 2008–09 | 15,186       | 9,063   |
| 2009–10 | 15,407       | 8,284   |
| 2010–11 | 15,507       | 8,855   |
| 2011–12 | 19,946       | 7,259   |
| 2012–13 | 20,370       | 9,272   |

## Galerie

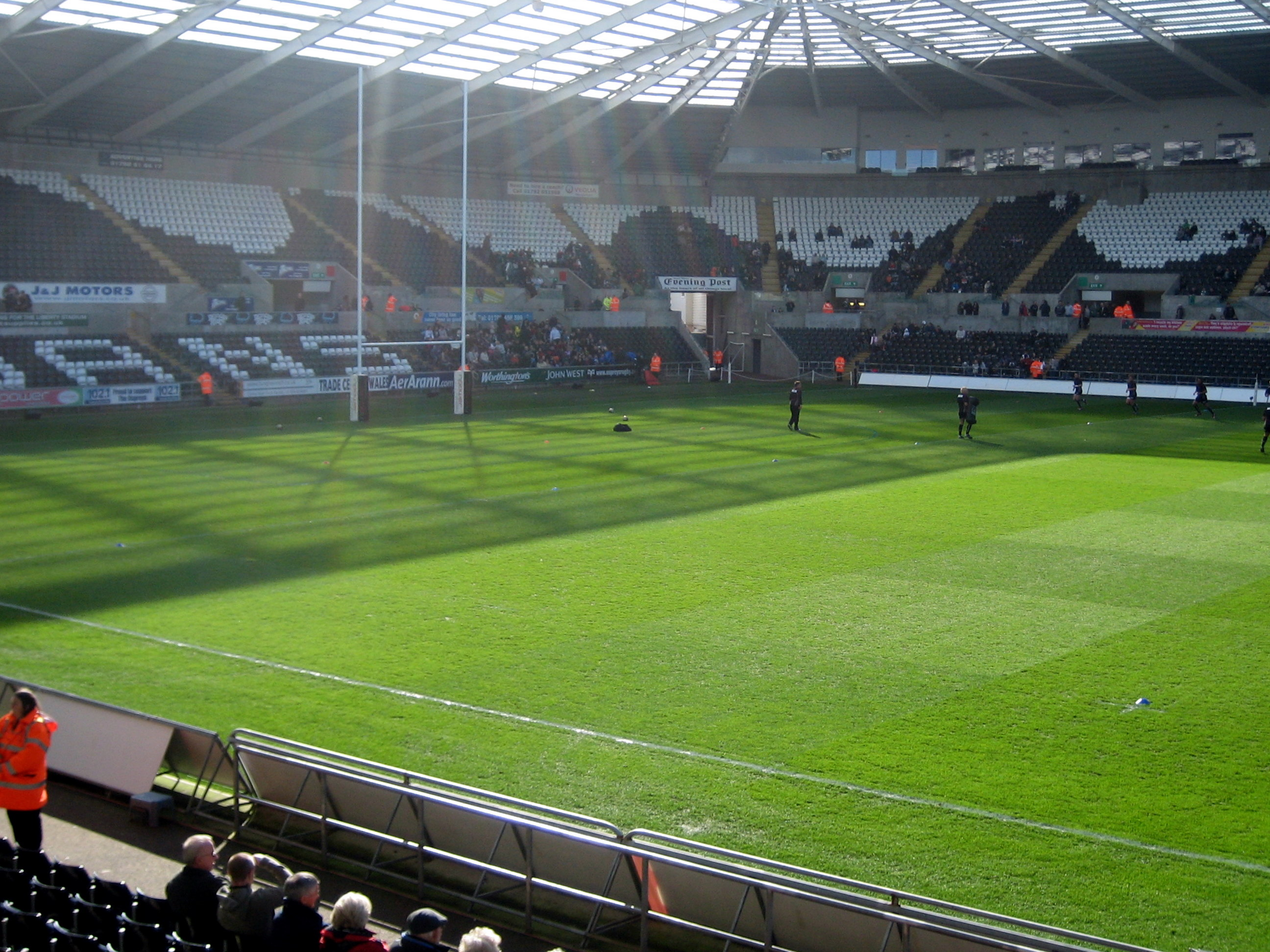
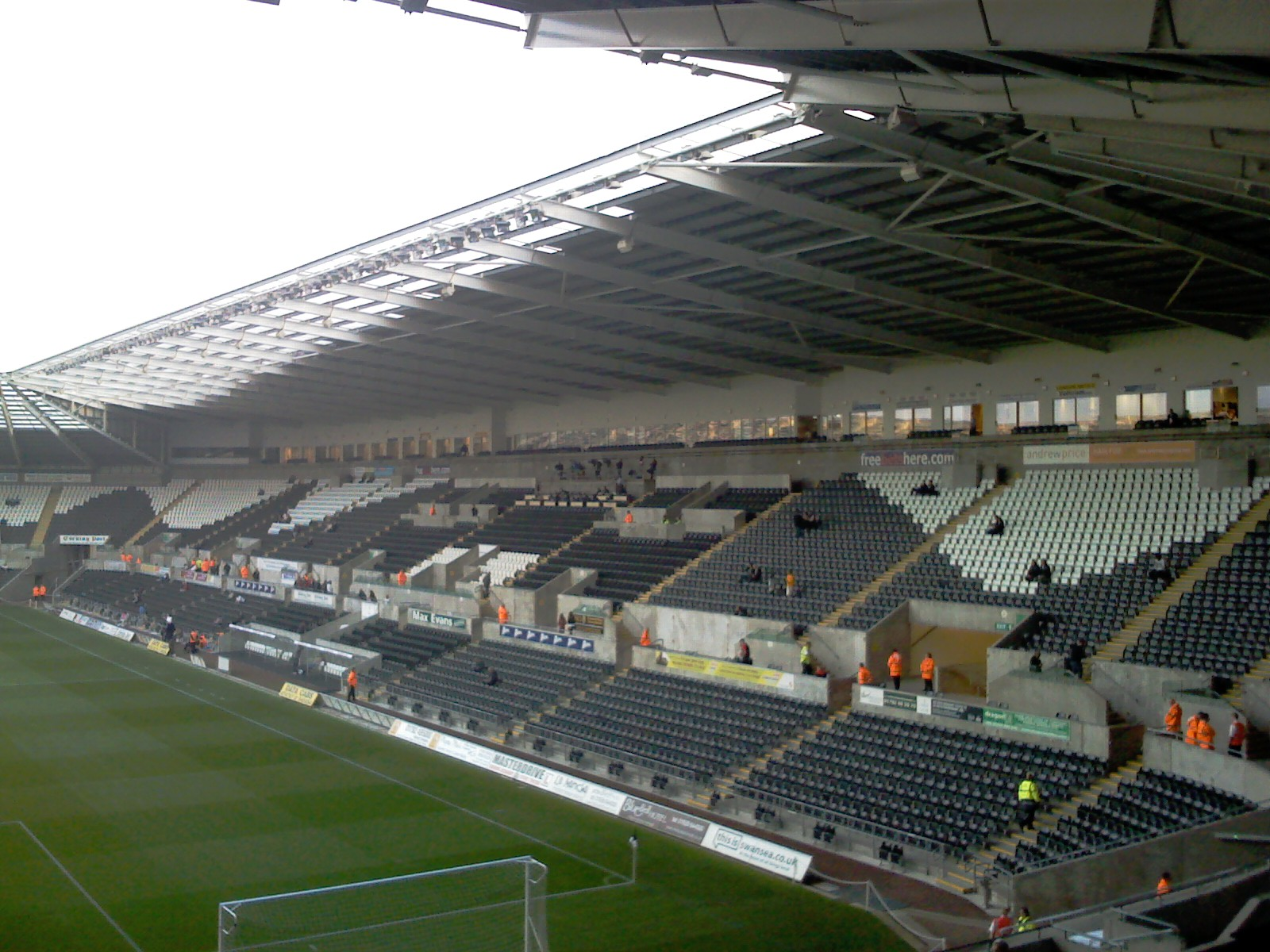
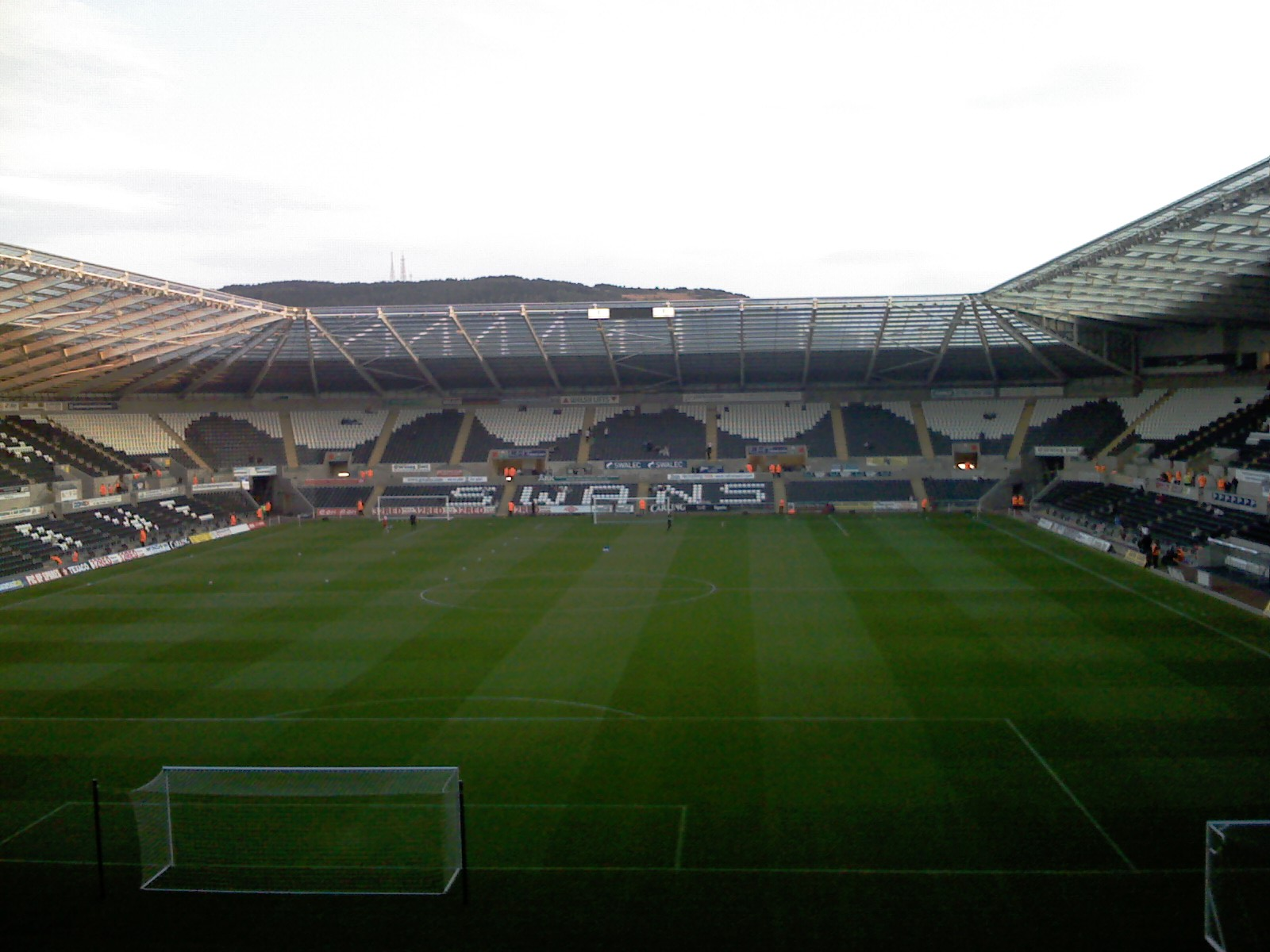
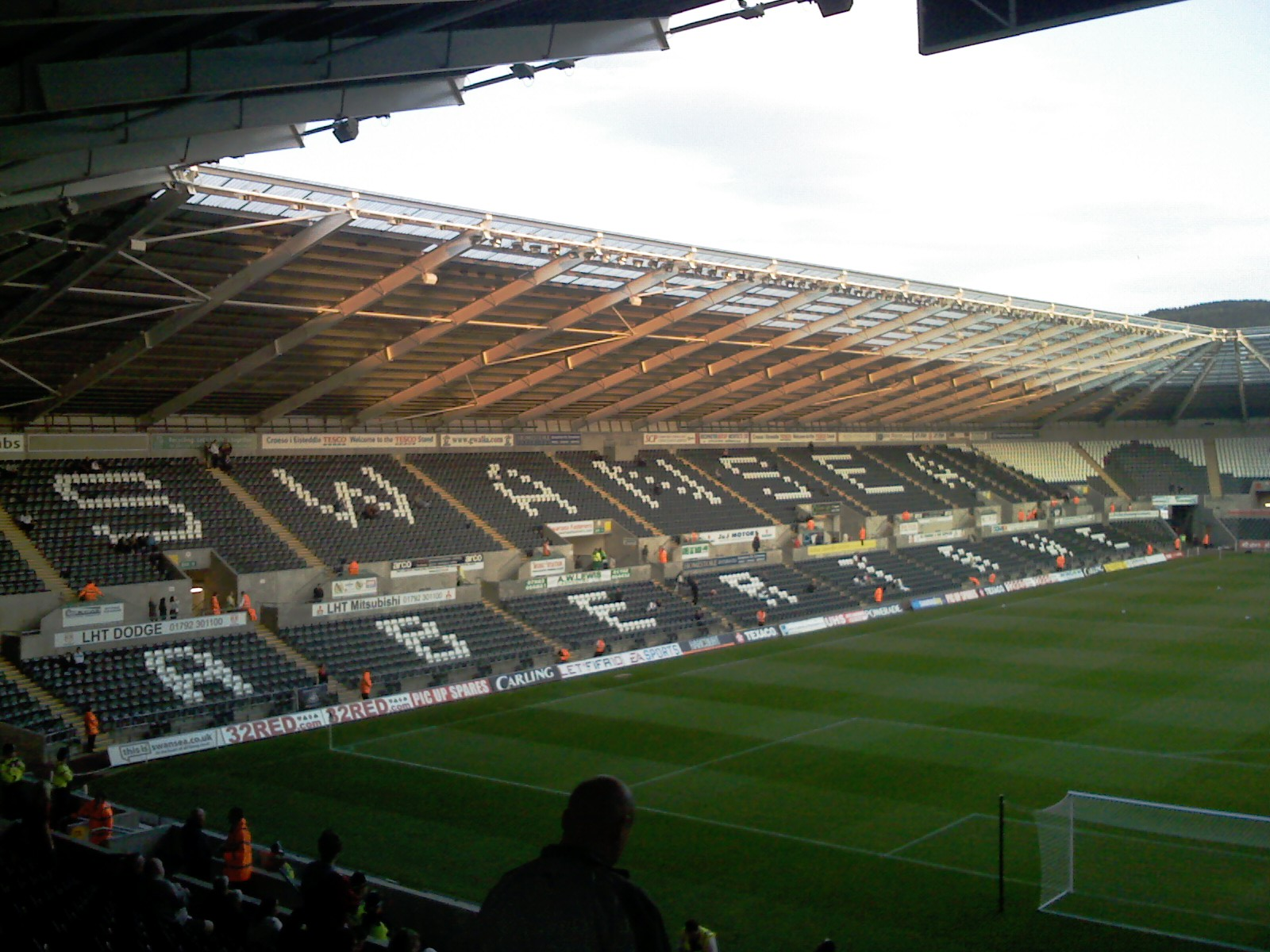